# Ґняздово (Мазовецьке воєводство)
Ґняздово (пол. Gniazdowo) — село в Польщі, у гміні Старий Люботинь Островського повіту Мазовецького воєводства.
Населення — 260 осіб (2011).
У 1975—1998 роках село належало до Остроленцького воєводства.

## Демографія
Демографічна структура станом на 31 березня 2011 року:
|          | Загалом | Допрацездатний вік | Працездатний вік | Постпрацездатний вік |
| -------- | ------- | ------------------ | ---------------- | -------------------- |
| Чоловіки | 131     | 24                 | 95               | 12                   |
| Жінки    | 129     | 31                 | 68               | 30                   |
| Разом    | 260     | 55                 | 163              | 42                   |